# زاره ملکی
زارع ملکی  بازیکن فوتبال بازنشسته در پست ارمنی‌تبار اهل ایران است که در لیگ استان تهران بازی می‌کرد.

## باشگاهی
از باشگاه‌هایی که در توپ زده‌است می‌توان آرارات تهران را اشاره کرد.